# Fédération des parents acadiens de la Nouvelle-Écosse
La Fédération des parents acadiens de la Nouvelle-Écosse (FPANE) est l'organisme porte-parole des parents dans le domaine de l'éducation et la petite enfance en français en Nouvelle-Écosse.  Elle appuie les parents dans leurs efforts pour développer un milieu propice à l’épanouissement global de leurs enfants en français.

## Histoire
La FPANE a été créée en 1984 par des parents acadiens dans un contexte où le gouvernement de la Nouvelle -Écosse se montrait réticent à appliquer les dispositions constitutionnelles relatives à l'article 23 de la Charte canadienne des droits et libertés. Cet article stipule l'obligation de fournir, dans des écoles distinctes, l'enseignement secondaire en français à la minorité francophone.

## Organisation
L'équipe permanente de la Fédération des parents acadiens de la Nouvelle-Écosse est composée de 2 employés, soit une directrice générale et un adjoint à la direction générale.
Un conseil d'administration veille au suivi des différents dossiers, donne les orientations et prend les décisions importantes pour les bienfaits de l'organisme. Voici la composition de ce comité pour l'année 2009-2010.

## Réalisation
En 1998, la FPANE a poursuivi le gouvernement néo-écossais devant les tribunaux afin de l’obliger à construire des écoles secondaires françaises indépendantes dans cinq districts scolaires où l'on compte une certaine proportion de francophones : les régions de Chéticamp, Annapolis, île Madame, Argyle et Clare. Le juge de première instance, Arthur LeBlanc, lui a donné raison le 15 juin 2000.
La Loi sur l'éducation, adoptée en 1996 et modifiée en 2004, concrétise pour les parents francophones et acadiens de la province le droit constitutionnel à l'éducation en français en tant que langue maternelle pour leurs enfants, ainsi que le droit de gestion du système éducatif.